# 阿爾登·埃倫瑞奇
艾登·迦勒·艾倫瑞克（英語：Alden Caleb Ehrenreich，1989年11月22日—） 是一位美國男演員，他出演的第一部電影是獨立製片《柯波拉之家族秘辛》，知名作品有2013年理查·拉葛瑞夫尼斯導演的奇幻電影《美麗魔物》。2016年5月，迪士尼影業與盧卡斯影業宣布艾倫瑞克將在《星際大戰》外傳電影《星際大戰外傳：韓索羅》飾演年輕版韓·索羅。2023年，在《奧本海默》中飾演小勞勃道尼的助理。

## 個人經歷
艾倫瑞克出生在美國加利福尼亞州洛杉磯。艾倫瑞克擁有八分之七的猶太血統和八分之一的英國血統。他以導演菲爾·阿爾登·羅賓森的名字命名。導演菲爾·阿爾登·羅賓森是他們一家人的朋友。
艾倫瑞克的父親Mark Ehrenreich是會計師，父親曾經是史蒂芬·史匹柏的會計師。在艾倫瑞克7歲時，父親去世。繼父Harry Aronowitz是牙醫。母親Sari是室內設計師。
在成長的過程中，艾倫瑞克出席猶太教重建派的猶太會堂。並且，他接受了猶太教的成年禮（Bar Mitzvah）儀式。艾倫瑞克認為自己是猶太人。
14歲時，艾倫瑞克為了猶太朋友自導自演一部影片，並且在這一位猶太女孩的成年禮儀式上播出，而史蒂芬·史匹柏也是這個成年禮的客人，在看了影片之後決定發掘艾倫瑞克。在史蒂芬·史匹柏的推薦幫助下，艾倫瑞克與夢工廠的選角導演見面。談起這段往事，史蒂芬·史匹柏說：「是在一個成年禮的影片中，我的女兒和艾倫瑞克一起演戲為了他們最好的朋友。他們給我看了這一部影片，我很喜歡它，所以我幫艾倫瑞克找了經紀人。這一切都是這樣開始的。」
由於史蒂芬·史匹柏的推薦，艾倫瑞克客串演出電視劇《CSI犯罪現場》2006年其中一集（飾演Sven）以及在2005年《超自然檔案》其中一集裡飾演Ben Collins。
2009年，艾倫瑞克花幾個月時間待在阿根廷布宜諾斯艾利斯，主演法蘭西斯·柯波拉執導的劇情片《柯波拉之家族秘辛》。2011年再度跟法蘭西斯·柯波拉合作驚悚片《此刻與日出之間》，此片其他演員包括方·基墨、布魯斯·鄧恩和艾兒·芬妮。
2016年5月5日，迪士尼影業與盧卡斯影業宣布艾倫瑞克將在韓·索羅獨立電影中飾演年輕的韓，電影將由朗·霍華執導，主要敘述《星際大戰四部曲：曙光乍現》前韓與丘巴卡的原創故事。

## 作品

### 電影
| 年份 | 名稱                 | 角色             | 備註   |
| ---- | -------------------- | ---------------- | ------ |
| 2008 | Switcheroo!          | Dan              | 短片   |
| 2009 | 柯波拉之家族秘辛     | Bennie Tetrocini |        |
| 2009 | Greased              | Ben              | 短片   |
| 2010 | 迷失某地             | 在派對的演員     | 未掛名 |
| 2010 | Ten Fingers          | Harry            | 短片   |
| 2011 | 此刻與日出之間       | Flamingo         |        |
| 2011 | A Dentist            | Alan Goldenberg  | 短片   |
| 2013 | 美麗魔物             | 伊森·魏特        | 男主角 |
| 2013 | 慾謀                 | Whip Taylor      |        |
| 2013 | 藍色茉莉             | Danny Francis    |        |
| 2013 | Teenage              | 1940年代的少年   |        |
| 2015 | Running Wild         | Eli              |        |
| 2016 | 凱薩萬歲！           | Hobie Doyle      |        |
| 2016 | 打破陳規             | Frank Forbes     |        |
| 2017 | 黃色之鳥             | Brandon Bartle   |        |
| 2018 | 星際大戰外傳：韓索羅 | 韓索羅           |        |
| 2023 | 熊蓋毒               | Marty            |        |
| 2023 | 奧本海默             | 助理             |        |

### 電視劇
| 年份 | 名稱        | 角色        | 備註                            |
| ---- | ----------- | ----------- | ------------------------------- |
| 2005 | 超自然檔案  | Ben Collins | 單集：「Wendigo」               |
| 2006 | CSI犯罪現場 | Sven        | 單集：「Built to Kill, Part 2」 |

## 獲獎與提名
| 年份 | 獎項             | 提名                            | 作品     | 結果 |
| ---- | ---------------- | ------------------------------- | -------- | ---- |
| 2013 | 青少年票選獎     | 最佳愛情類男演員                | 美麗魔物 | 提名 |
| 2013 | 青少年票選獎     | 最佳接吻場景（與愛麗絲·英格柏） | 美麗魔物 | 提名 |
| 2014 | Gold Derby Award | 最佳整體團隊                    | 藍色茉莉 | 提名 |

## 外部連結
- 阿爾登·埃倫瑞奇在互联网电影资料库（IMDb）上的資料（英文）